# Zenone Benini
Zenone Benini (Campiglia, 19 ottobre 1902 – Firenze, 10 settembre 1976) è stato un politico italiano.

## Biografia
Nacque in una famiglia molto ricca: il padre possedeva infatti una villa in campagna, una fabbrica di cappelli di paglia e una fabbrica metallurgica produttrice di armamenti, chiamata Pignone, cui il giovane Zenone sembrava destinato. Benini visse i primi della sua vita a Firenze ma frequentò le scuole superiori a Livorno dove conobbe Galeazzo Ciano, a cui sarà sempre legato da un rapporto d'amicizia. Nel frattempo, con lo scoppio della prima guerra mondiale, l'azienda di famiglia aumenta i capitali ed egli riesce a entrare nelle grazie dell'eroe di guerra Costanzo Ciano, padre del suo nuovo amico.
Nel dopoguerra aderì al Partito Nazionale Fascista e divenne prima vicepresidente della Corporazione Italiana per la Siderurgia, quindi deputato a seguito dell'inaugurazione della Camera dei Fasci e delle Corporazioni e poi, su indicazione di Galeazzo, sottosegretario per gli Affari Albanesi (un incarico che il Regno d'Italia aveva istituito dopo l'Protettorato Italiano del Regno d'Albania dell'aprile 1939). Con lo scoppio del secondo conflitto bellico si dimostrò propenso verso la neutralità e per questo perse progressivamente la fiducia di Mussolini che, nel giugno del 1941, sciolse il Sottosegretariato che occupava.
Sembrò che la carriera politica di Benini fosse finita anche perché egli tornò a Firenze a occuparsi del Pignone e invece, proprio quando il suo mentore Ciano fu esautorato dall'incarico di Ministro degli Esteri, venne richiamato dal Duce nel suo esecutivo come Ministro dei lavori pubblici nel febbraio del 1943: tenne l'incarico fino a quando la seduta del Gran Consiglio del 25 luglio votò la mozione di sfiducia a Mussolini. Benini non era stato invitato alla discussione, tuttavia era considerato vicino alle posizioni di Ciano e Grandi per cui venne sospettato dai fascisti di tradimento.
Rifugiatosi quindi in Maremma, nell'ottobre del 1943 apprese di essere nella lista dei ricercati dal nuovo governo della Repubblica Sociale Italiana, cui naturalmente non aveva aderito. A novembre, temendo vendette trasversali contro i propri familiari, si costituì presso il prefetto di Grosseto Alceo Ercolani: da qui venne trasferito prima nella prigione delle Murate a Firenze e poi al carcere degli Scalzi a Verona, dove reincontrò Galeazzo Ciano che era in attesa del processo di Verona insieme con gli altri "traditori del 25 luglio".
A Benini non venne imputato nessun capo d'accusa in quanto egli non aveva partecipato alla celebre riunione, si era consegnato volontariamente alle autorità repubblichine ed era considerato un "pesce piccolo". Liberato il 29 gennaio 1944, tornò nel capoluogo toscano e in ricordo di quei terribili momenti scrisse un libro di memorie, Vigilia a Verona, con prefazione di Piero Operti: l'opera, che inizialmente circolò solo tra gli amici più fidati dell'autore, venne pubblicata dalla Garzanti nel 1949. Negli anni seguenti si laureò in ingegneria, coltivò l'hobby della gastronomia (scrisse anche un libro di ricette nel 1966) e insegnò matematica in alcune scuole di Castiglione della Pescaia, dove si spense a 74 anni.